# Nara

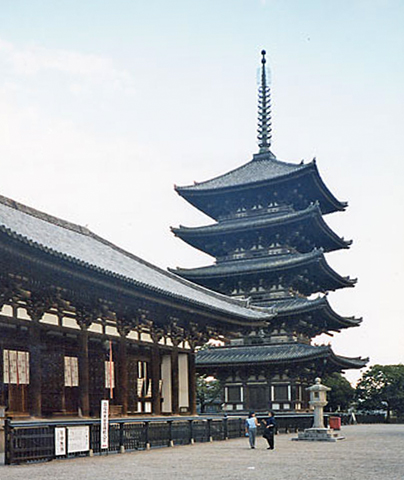
Kofuku-ji

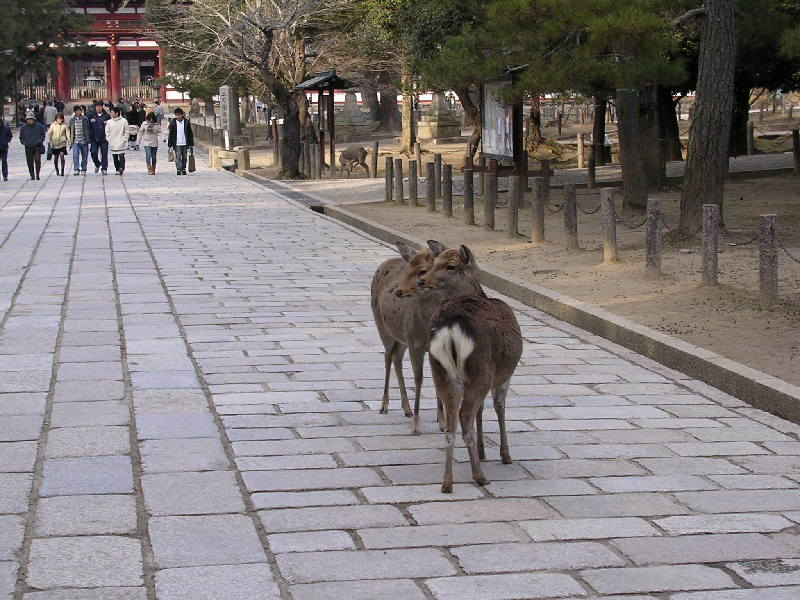
Sikahirsche

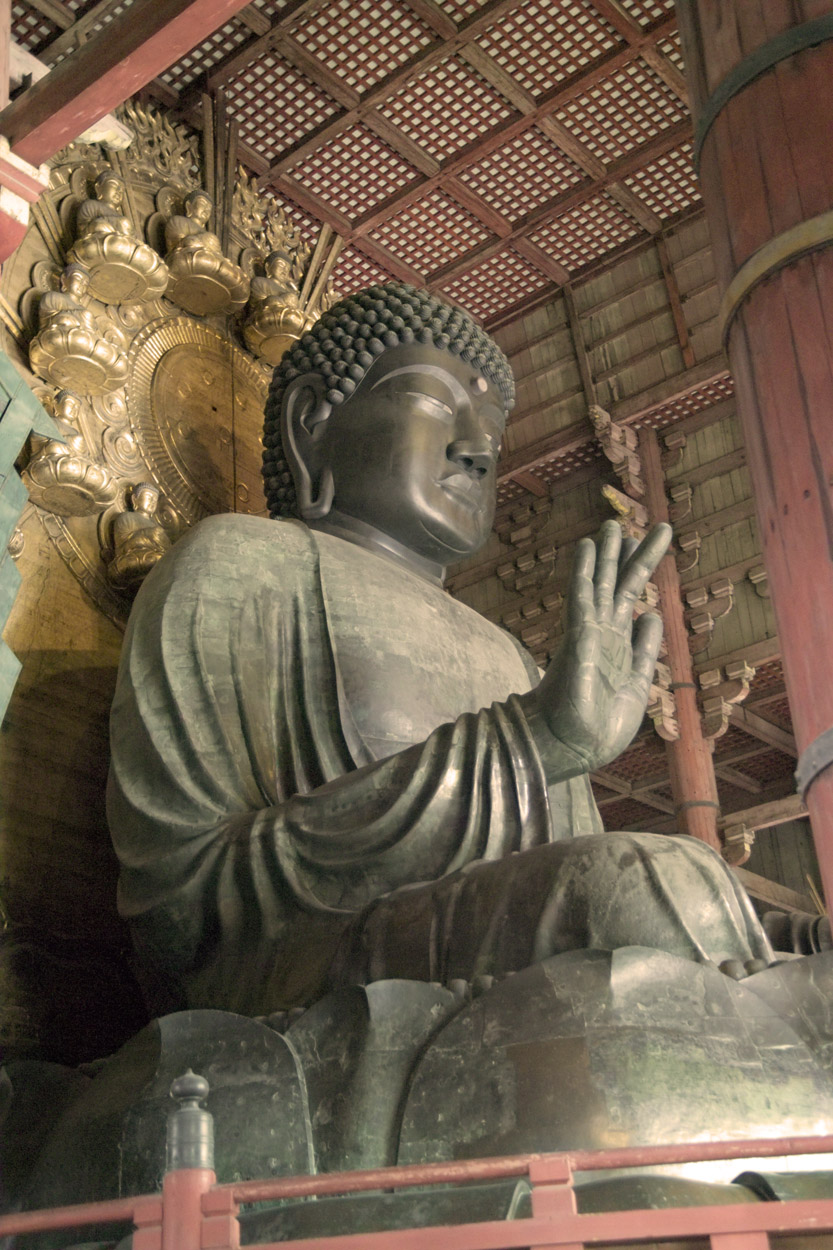
Daibutsu im Todai-ji

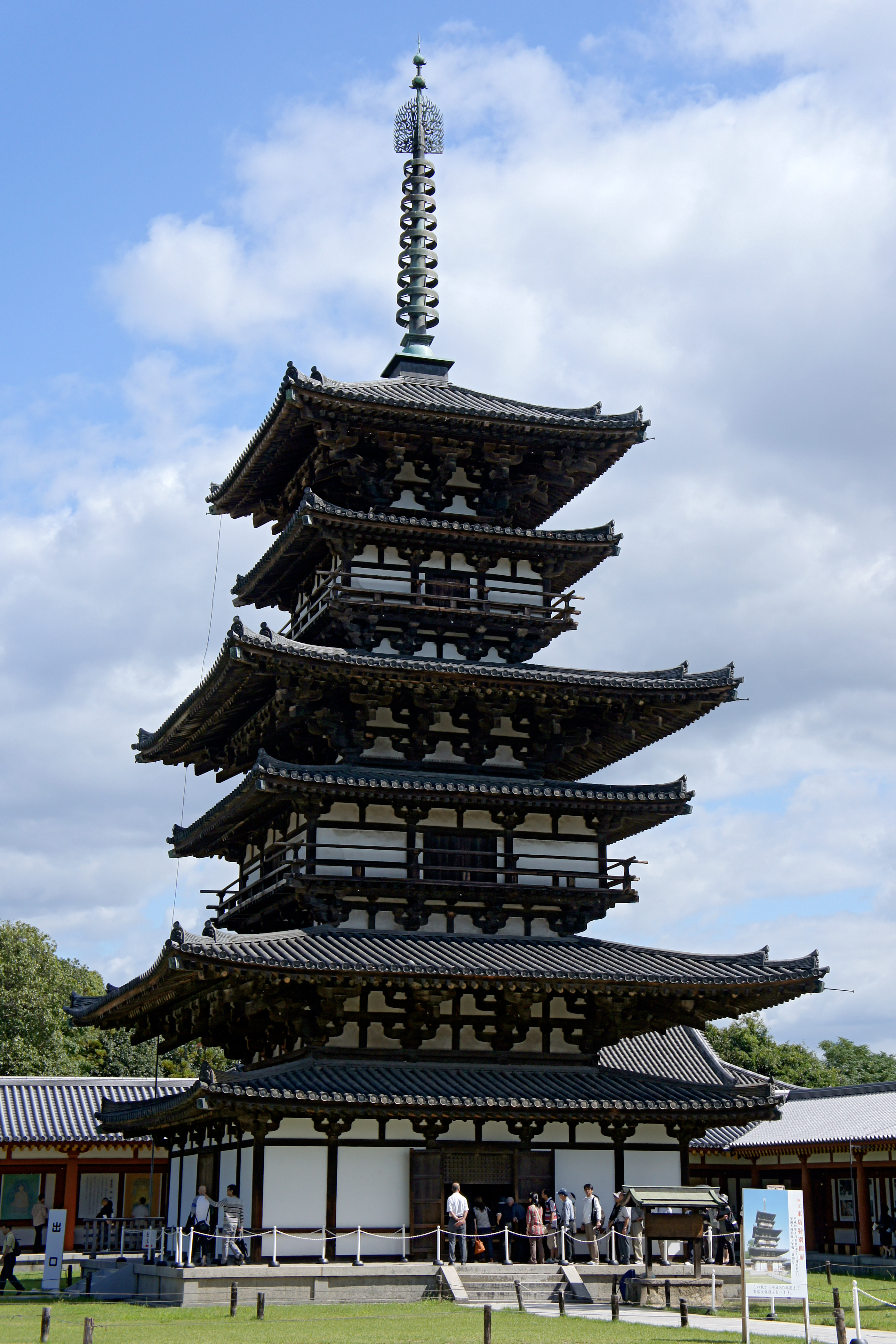
Yakushi-ji

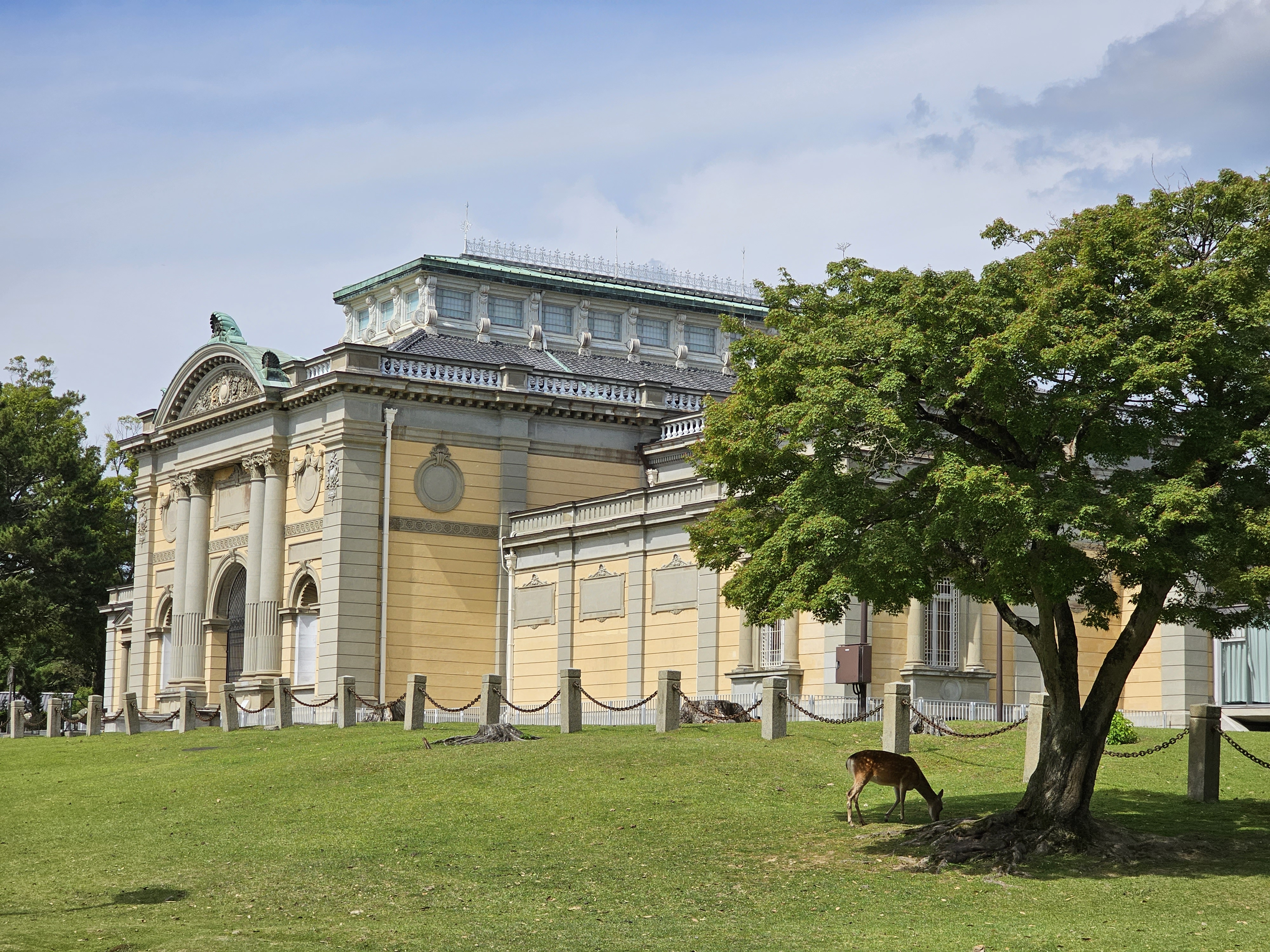
Nationalmuseum Nara mit Sikahirsch

Nara (japanisch 奈良市, -shi) ist eine Großstadt und Verwaltungssitz der gleichnamigen Präfektur Nara im Süden der japanischen Hauptinsel Honshū.
In Nara gibt es mehrere Universitäten. Wirtschaftlich bedeutend sind die Textil- und Nahrungsmittelindustrie.

## Geschichte
Nara war in der Nara-Zeit von 710 bis 784 unter dem Namen Heijō-kyō die Hauptstadt Japans. Aus dieser Zeit stammen die meisten der großen Tempelanlagen. Zwar verlor die Stadt nach der Verlegung der Hauptstadt nach Kyōto an Bedeutung, die buddhistischen Tempel und Shintō-Schreine jedoch bauten ihre Macht schrittweise aus und überstanden bis heute.
1180 wurde bei einem Angriff der Taira ein großer Teil der Stadt zerstört. Die Tempelanlagen Tōdai-ji und Kōfuku-ji wurden rekonstruiert und die Stadt weiter ausgebaut.
Nara wurde in ihrer heutigen Verwaltungsform offiziell am 1. Februar 1898 gegründet.
Am 8. Juli 2022 wurde in Nara ein Attentat auf den früheren, langjährigen Premierminister Shinzō Abe (LDP) verübt, an dessen Folgen er am selben Tag in der Universitätsklinik Nara im nahe gelegenen Kashihara starb.

## Sehenswürdigkeiten
Wegen seiner vielen alten und gut erhaltenen Tempel gehört Nara mit zu den bedeutendsten touristischen Zielen in Japan.
Mehrere Tempel, Schreine und Ruinen in und um Nara sind Teil des UNESCO-Weltkulturerbes, darunter Tōdai-ji, Hokke-dō, Kōfuku-ji, Kasuga-Taisha, Gangō-ji, Yakushi-ji, Tōshōdai-ji und die Überreste des Heijō-Palastes. Ein weiterer bekannter Tempel ist der Ryōsen-ji.
Sehenswert sind das Nationalmuseum Nara sowie der Nara-Park mit den Sikahirschen.
Von 1961 bis 2006 war Nara Standort des Freizeitparks Nara Dreamland, dessen Gestaltung stark an das Disneyland in Kalifornien angelehnt war.

## Kultur

### Wichtige Feste
| Datum                               | Fest                                            | Ort                         |
| ----------------------------------- | ----------------------------------------------- | --------------------------- |
| Sonntag vor dem 2. Montag im Januar | Yamayaki-(Grasverbrennungs-)Zeremonie           | Berg Wakakusa               |
| 23. Januar                          | Konin-e-Zeremonie                               | Daian-ji                    |
| 3. Februar                          | Dämonenaustreibungszeremonie                    | Kōfuku-ji                   |
| 11. Februar                         | Kigen-Fest                                      | Kashihara-jingū             |
| 1. – 14. März                       | Shunie- (Wasserzeichnungs-) Zeremonie           | Tōdai-ji                    |
| 13. März                            | Saru-Fest                                       | Kasuga-Taisha               |
| 30. März – 5. April                 | Blumenopfer-Zeremonie                           | Yakushi-ji                  |
| 1. – 7. April                       | Hina-e-shiki-Zeremonie                          | Hokke-ji                    |
| 1. Aprilhälfte                      | Blüte des fünffarbigen Kamelienbaums            | Byakugō-ji                  |
| 8. April                            | Oitamatsu-Zeremonie                             | Shin-Yakushi-ji             |
| 2. Wochenende im April              | Ochamori- (Große Tee-) Zeremonie                | Saidai-ji                   |
| 19. Mai                             | Uchiwa-maki- (Fächerwurf-) Zeremonie            | Tōshōdai-ji                 |
| 5. – 7. Juni                        | Kaisan-ki (Zeremonie zum Todestag des Gründers) | Tōshōdai-ji                 |
| 17. Juni                            | Saigusa- (Lilien-)Fest                          | Isakawa-ji                  |
| 30. Juni                            | Shinhen-Togyo-Zeremonie                         | Isonokami-jingū             |
| 28. Juli                            | Degyo-e-Zeremonie                               | Tōdai-ji                    |
| 7. August                           | Rituelle Reinigung der Buddhastatue             | Tōdai-ji                    |
| 14./15. August                      | Zeremonie der beleuchteten Laternen             | Kasuga-Taisha               |
| September                           | Kosmee-Blüten                                   | Hannya-ji                   |
| Vollmond im September               | Uneme-Fest                                      | Uneme-ji                    |
| Vollmond im September               | Mondbetrachtung                                 | Tōshōdai-ji                 |
| Sonn- und Feiertage im Oktober      | Schneiden der Hirschgeweihe                     | Nara-Park am Kasuga-Taisha  |
| 12. Oktober                         | Daimoku-tate-Zeremonie                          | Hacchu-ji                   |
| 15. Oktober                         | Togyo-Zeremonie                                 | Isonokami-jingū             |
| 2. Sonntag im November              | Jion-e-Zeremonie                                | Yakushiki-ji oder Kōfuku-ji |
| 15. – 18. Dezember                  | Kasuga Wakamiya On-matsuri                      | Kasuga-Taisha               |

### Daimoku-tate
Daimoku-tate war eine Initiationszeremonie der Kami-fukawa-Familien, mit der ihre 17-jährigen Söhne in die Gesellschaft eingeführt wurden. Heute, nach Auflösung der Kami-fukawa-Gruppe, wird es von interessierten Bürgern weitergeführt. Bei der Zeremonie im Yahashira-Schrein tritt jeder einzeln, als Samurai gekleidet und einen Bogen tragend, vor einen Zeremonienmeister und rezitiert Zeilen einer alten Familiensage. Anschließend treten die Kandidaten singend und mit rhythmischem Fußstampfen ab. Die Veranstaltung ist für Japan außergewöhnlich, weil sie weitgehend ohne Musik abläuft.
2009 wurde Daimoku-tate in die UNESCO-Liste des immateriellen Kulturerbes der Menschheit aufgenommen.

## Verkehr
- Straße
  - Nationalstraße 24, 25, 169, 308, 369
- Zug
  - JR Kansai-Hauptlinie
  - JR Sakurai-Linie
  - Kintetsu Nara-Linie
  - Kintetsu Kyōto-Linie
  - Kintetsu Kashihara-Linie
  - Kintetsu Keihanna-Linie

## Städtepartnerschaften
- Gyeongju, Südkorea – seit 1970
- Toledo, Spanien – seit 1972
- Xi’an, Volksrepublik China – seit 1974
- Versailles, Frankreich – seit 1986
- Canberra, Australien – seit 1993

## Söhne und Töchter der Stadt
- Anzai Fuyue (1898–1965), Schriftsteller
- Tsuyoshi Dōmoto (* 1979), Musiker
- Ken’ichi Fukui (1918–1998), Chemiker
- Shimpei Fukuoka (* 2000), Fußballspieler
- Yoshida Fumiyuki (1915–2004), Kunsthandwerker und Lebender Nationalschatz für das Kulturgut „Bachiru“
- Hiroshi Futami (* 1992), Fußballspieler
- Ikenishi Gonsui (1650–1722), Haikai-Poet der frühen Edo-Zeit
- Ryōta Hayasaka (* 1985), Fußballspieler
- Masaya Katō (* 1963), Schauspieler
- Taisei Kato (* 2002), Fußballspieler
- Naomi Kawase (* 1969), Filmregisseurin
- Nozomi Maruyama (* 1998), Skispringerin
- Hisako Mizui (* 1972), Badmintonspielerin
- Yasuko Mizui (* 1975), Badmintonspielerin
- Ryōta Murata (* 1986), Olympiasieger im Boxen
- Yugo Nakamura (* 1970), Webdesigner
- Kamitsukasa Shōken (1874–1947), Schriftsteller
- Katsuya Nakano (* 1996), Fußballspieler
- Sumii Sue (1902–1997), Schriftstellerin
- Ikkō Tanaka (1930–2002), Grafiker
- Kosuke Tanaka (* 1999), Fußballspieler

## Angrenzende Städte und Gemeinden
- Präfektur Nara
  - Yamatokoriyama
  - Tenri
  - Ikoma
  - Sakurai
  - Uda
  - Yamazoe
- Präfektur Kyōto
  - Kizugawa
  - Kasagi
  - Seika
  - Minami-Yamashiro
- Präfektur Mie
  - Iga